# Le Châtelier
Le Châtelier  là một xã thuộc tỉnh Marne trong vùng Grand Est đông nam nước Pháp. Xã nằm ở khu vực có độ cao trung bình 176 mét trên mực nước biển.